# 维莱叙欧希
维莱叙欧希（法語：Villers-sur-Auchy，法語發音：[vilɛʁ syʁ oʃi]）是法国瓦兹省的一个市镇，属于博韦区。

## 地名
法语词“sur”意为“在……上方”，在地名中常接河名，此时地名按“XXX河畔XXX”译，但此处的“欧希”（Auchy）并不是河名，而是一个村庄，“Villers-sur-Auchy”一名意为“欧希上方的维莱”。

## 地理
维莱叙欧希（49°29'13"N, 1°47'40"E）面积8.59 平方千米，位于法国上法蘭西大區瓦兹省，该省份为法国北部内陆省份，北起索姆省，西接厄尔省和滨海塞纳省，南至塞纳-马恩省和瓦兹河谷省，东临埃纳省。
与维莱叙欧希接壤的市镇（或旧市镇、城区）包括：布赖地区费里耶尔、阿纳什、圣热尔梅德弗利、瑟南特。
维莱叙欧希的时区为UTC+01:00、UTC+02:00（夏令时）。

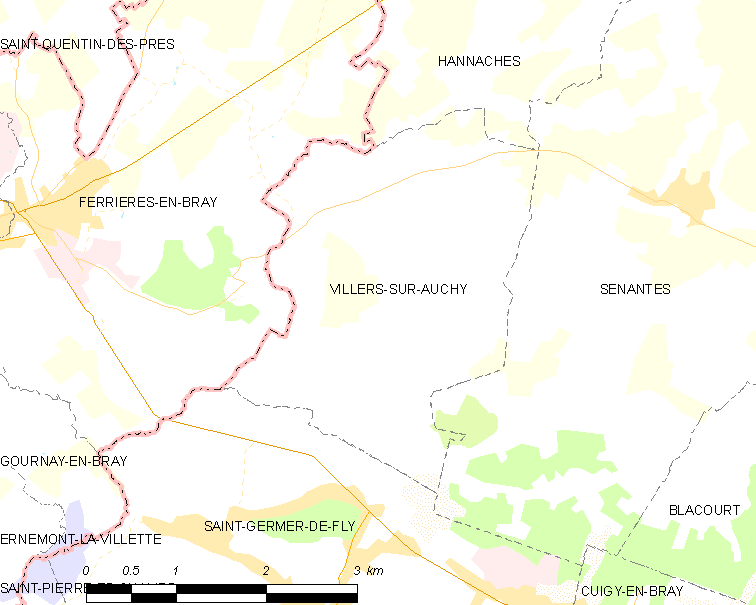
维莱叙欧希的OSM定位图

## 行政
维莱叙欧希的邮政编码为60650，INSEE市镇编码为60687。

## 政治
维莱叙欧希所属的省级选区为格朗维利耶县。

## 人口

1962-2008年间维莱叙欧希人口变化图示

维莱叙欧希于2022年1月1日时的人口数量为371人。